# Gato color point

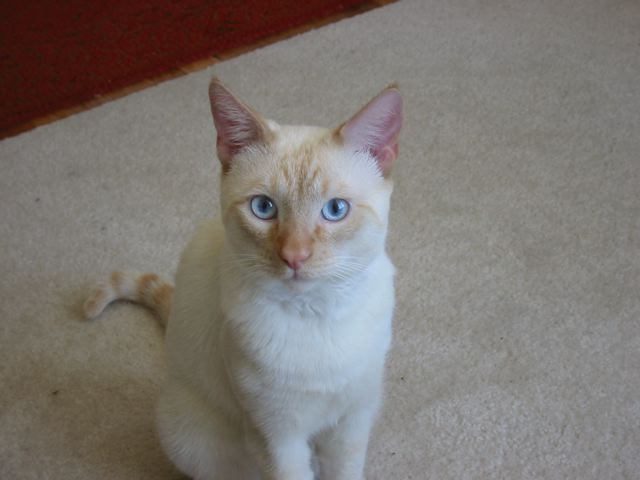
Gato color point.

Los color point (color en los extremos) son gatos que sin ser siameses, tienen el mismo patrón de colores. Se caracterizan por tener las extremidades más oscuras que el resto del cuerpo: las patas, la cola, las orejas y la nariz, pudiendo ser estas zonas oscuras de varios colores (rojo, crema, tonos de pardo, foca, etc.). También tienen unos ojos usualmente claros, tipo azul hielo o verde esmeralda claro. 
Hay varias razas que presentan variedades color point, como los himalayos, Ragdoll, etc.